# محمدعلی مرندیان
(به انگلیسی:  Mohammad Ali Marandian) زاده ۰۳ آذر ۱۳۴۶ (۲۴ نوامبر ۱۹۶۷) متولد تهران، (ایران) قهرمان نامدار اتومبیلرانی ایران است.
وی علاقه و استعداد به رشته اتومبیلرانی را از سن ۷ سالگی با ماشین‌های کارت در پارکهای تفریحی در خود یافت و فعالیت حرفه‌ای را از سال ۱۳۶۹ با شرکت در مسابقات سرعت کانون جهانگردی ایران در پارک ارم با کسب مقام سوم آغاز و سپس با شرکت در مسابقات پارکینگ شماره ۹ و پیست اتومبیلرانی مجموعه ورزشی آزادی زیر نظر فدراسیون موتورسواری و اتومبیلرانی ادامه داد.
در طی این سال‌ها مقام‌های متعددی در کلاسهای مختلف رشته سرعت و همچنین اولین قهرمانی سال در رشته کارتینگ و ۳ سال پیاپی قهرمانی سال در رشته رالی و یک قهرمانی در رشته دریفت و یک قهرمانی در رشته آفرود را در کارنامه خود ثبت کرده‌است.
رشته‌های مورد فعالیت او بین سال‌های ۱۳۶۹ الی ۱۳۸۹ عمدتاً رالی، مسابقات سرعت، کارتینگ، آفرود و دریفت بوده‌است.
هم اکنون وی در زمینه آموزش به جوانان علاقه مند به این رشته مشغول بکار می‌باشد.

## مربی گری
پس از گذراندن دوره‌های لازم، در تاریخ ۱۳۸۰/۰۵/۲۰ طی حکمی از جانب معاون رئیس‌جمهور و رئیس سازمان تربیت بدنی آقای هاشمی طباء و  رئیس فدراسیون موتورسواری و اتومبیلرانی آقای فریادشیران به دریافت حکم مربی‌گری درجه یک میدانی نائل گردید.

## فعالیت باشگاهی
- سال ۱۳۸۴ تیم مزدا (گروه بهمن)
- سال ۱۳۸۵ تیم پروتون (زاگرس خودرو)
- از سال ۱۳۸۶ الی ۱۳۸۸ تیم سایپا

## جدول قهرمانی
| سال        | رشته    | عنوان مسابقه                           | نوع کلاس        | مقام |
| ---------- | ------- | -------------------------------------- | --------------- | ---- |
| 1372/12/22 | سرعت    | قهرمانی کشور                           | 2000GT          | دوم  |
| 1375/06/30 | سرعت    | قهرمانی کشور                           | پراید استاندارد | اول  |
| 1375/08/11 | سرعت    | قهرمانی کشور                           | پراید استاندارد | اول  |
| 1379/09/04 | سرعت    | قهرمانی کشور                           | آزاد            | اول  |
| 1380/04/18 | سرعت    | قهرمانی کشور                           | آزاد            | اول  |
| 1380       | کارتینگ | قهرمان سال کشور                        | -               | اول  |
| 1381/06/15 | رالی    | قهرمانی کشور - جام زاگرس               | 2000 حرفه‌ای     | اول  |
| 1382/12/08 | رالی    | قهرمانی کشور - پارس خودرو              | 2000 حرفه‌ای     | اول  |
| 1383/03    | رالی    | قهرمانی کشور - تهران                   | 2000 حرفه‌ای     | دوم  |
| 1383/05/09 | رالی    | قهرمانی کشور - کاخ خورشید              | 2000 حرفه‌ای     | دوم  |
| 1383/11/27 | رالی    | قهرمانی کشور - جام ایران خودرو         | 2000 حرفه‌ای     | اول  |
| 1385/06/31 | سرعت    | قهرمانی کشور                           | پروتون          | اول  |
| 1385/08/12 | آفرود   | قهرمانی کشور                           | 4 سیلندر        | دوم  |
| 1385/09/02 | رالی    | قهرمانی کشور - همدان                   | 1600 حرفه‌ای     | دوم  |
| 1385/10/29 | سرعت    | قهرمانی کشور                           | پروتون          | دوم  |
| 1385/12/11 | سرعت    | قهرمانی کشور                           | پروتون          | دوم  |
| 1386/02/07 | سرعت    | قهرمانی کشور                           | پروتون          | اول  |
| 1386/02/27 | رالی    | قهرمانی کشور - تهران                   | 1600 حرفه‌ای     | اول  |
| 1386/04/21 | رالی    | قهرمانی کشور - کاخ خورشید              | 1600 حرفه‌ای     | اول  |
| 1386/09/23 | سرعت    | قهرمانی کشور                           | ریو استاندارد   | سوم  |
| 1386/10/06 | رالی    | قهرمانی کشور - همدان                   | 1600 حرفه‌ای     | سوم  |
| 1386/11/18 | رالی    | قهرمانی کشور - سایپا یدک شیراز         | 1600 حرفه‌ای     | دوم  |
| 1386       | رالی    | قهرمان سال کشور 1386                   | 1600 حرفه‌ای     | اول  |
| 2007       | رالی    | قهرمانی اروپا و بین قاره ای - استانبول | N2              | سوم  |
| 1387/03/01 | رالی    | قهرمانی کشور - گلستان                  | 1600 حرفه‌ای     | اول  |
| 1387/05/02 | رالی    | قهرمانی کشور - سمنان                   | 1600 حرفه‌ای     | اول  |
| 1387/08/19 | رالی    | قهرمانی کشور - کاخ خورشید              | 1600 حرفه‌ای     | سوم  |
| 1387/10/05 | رالی    | قهرمانی کشور                           | 1600 حرفه‌ای     | اول  |
| 1387/11/23 | رالی    | قهرمانی کشور - سایپا یدک شیراز         | 1600 حرفه‌ای     | سوم  |
| 1387       | رالی    | قهرمان سال کشور 1387                   | 1600 حرفه‌ای     | اول  |
| 2008       | رالی    | قهرمانی اروپا و بین قاره ای - استانبول | N2              | دوم  |
| 1388/02/31 | رالی    | قهرمانی کشور - اهواز                   | 1600 حرفه‌ای     | دوم  |
| 1388/04/18 | رالی    | قهرمانی کشور - خراسان                  | 1600 حرفه‌ای     | اول  |
| 1388/12/12 | رالی    | قهرمانی کشور - تهران                   | 1600 حرفه‌ای     | دوم  |
| 1388       | رالی    | قهرمان سال کشور 1388                   | 1600 حرفه‌ای     | اول  |
| 1389/09/04 | دریفت   | چند جانبه مازندران                     | -               | اول  |

## سمت‌ها
- در تاریخ ۱۳۸۰/۰۳/۲۳ به پیشنهاد دبیر وقت فدراسیون، آقای حسین خداپرست طی حکمی از سوی رئیس فدراسیون آقای فریاد شیران به سمت رئیس پیست اتومبیلرانی مجموعه ورزشی آزادی منصوب گردید و تا سال ۱۳۸۳ در این سمت مشغول به فعالیت بود.
- از تاریخ ۱۳۸۳/۰۲/۱۵ تا ۱۳۸۴ از سوی دبیر وقت فدراسیون آقای حسین خداپرست و رئیس فدراسیون آقای قلعه بانی سمت مدیریت مسابقات A.T.V به وی پیشنهاد گردید.
- در تاریخ ۱۳۸۶/۰۳/۰۲ به پیشنهاد دبیر وقت فدراسیون آقای رغبتی و طی حکمی از طرف آقای شهریاری نایب رئیس فدراسیون در کمیته کارشناسی مسابقات سرعت جهت تعیین صلاحیت حضور خودروها در کلاسهای متفاوت و سنجش سطح توانایی شرکت کنندگان در مسابقات و اعمال نظر کارشناسی در مواردی که در آئین نامه‌ها و دستورالعمل‌ها پیش‌بینی نگردیده باشد، به عضویت درآمد.
- از تاریخ ۱۳۸۶/۰۷/۱۵ تا مهر ماه ۱۳۹۲، به پیشنهاد رئیس هیئت موتورسواری و اتومبیلرانی وقت استان تهران آقای بیژن شفیع خراسانی، به سمت رئیس هیئت موتورسواری و اتومبیلرانی شمیرانات منصوب گردید.
- از تاریخ ۱۳۹۲/۰۲/۰۱ تا۱۰/ ۰۱/ ۱۳۹۳ به پیشنهاد رئیس هیئت موتورسواری و اتومبیلرانی جزیره کیش، به سمت نایب رئیس هیئت و مسئول مسابقات کیش نائل گردید.
- از تاریخ ۱۳۹۲/۰۸/۲۵ تا ۱۰/ ۰۱/ ۱۳۹۳  به سمت سرپرست پیست اتومبیلرانی مجموعه ورزشی آزادی منصوب گردید.
- در تاریخ ۱۳۹۴/۰۵/۱۹ طی حکم سرپرست فدراسیون، آقای محمود صیدانلو به عضویت کارگروه برنامه‌ریزی و نظارت مسابقات ورزشی فدراسیون منصوب گردید.